# Organ spichrzowy

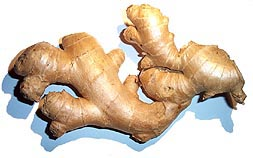
Kłącze imbiru

Organ spichrzowy – to narząd roślin, magazynujący substancje zapasowe. Organy spichrzowe głównie występują u roślin dwuletnich i bylin.

## Wegetatywne organy spichrzowe
Organami spichrzowymi mogą być kłącza i bulwy, pochodzące od łodyg (np. bulwy ziemniaka), korzenie (np. buraka, selera, marchwi zwyczajnej), liście (np. zgrubiałe, mięsiste łuski cebuli), hipokotyl u rzodkiewki. W organach spichrzowych występuje miękisz spichrzowy. W tkance spichrzowej gromadzone mogą być cukry proste lub skrobia. U roślin dwuletnich organy spichrzowe pełnią funkcję akceptorów substancji pokarmowych przez pierwszy rok wzrostu. W drugim roku zgromadzone substancje są zużywane podczas wytwarzania organów generatywnych.

## Organy spichrzowe nasion
W nasionach funkcję organu spichrzowego pełnią bielmo, obielmo, liścienie oraz hipokotyl. Bielmo lub obielmo magazynują substancje zapasowe głównie u zbóż i niektórych roślin dwuliściennych. Liścienie są najczęstszym organem spichrzowym nasion roślin dwuliściennych. Organ spichrzowy stanowi główną część nasienia.